# 民议院
民议院（韓語：민의원）是大韓民國在第一共和國和第二共和國于1952年至1961年實行兩院制国会时期的下议院。民議院于釜山政治波動后的1952年7月修憲成立作为韩国的下议院，但由于第一共和國期間從未設立過上議院，民议院在第一共和国时期实际上作为一院制国会运作。
直到1960年大韓民國國會選舉后，大韓民國參議院成立，民議院才正式成为兩院制国会的下议院。然而由于第二共和國政治混亂，促成金鍾泌與朴正熙發動“五一六軍事政變”奪權，民议院与參議院在1961年後政變解散，根据新宪法其權力由一院制的韓國國會繼承。

## 權限
- 法律，預算案之先議
- 國務總理指名權
- 內閣（國務院）的連帶，個別的責任
- 政府不信任動議（政府解散權）

## 历任议长
| 议长           | 议长   | 所属政党 | 所属政党   | 就任         | 离任          | 届次           |
| -------------- | ------ | -------- | ---------- | ------------ | ------------- | -------------- |
|                | 申翼熙 |          | 民主國民黨 | 1948年8月4日 | 1954年5月30日 | 第二届韩国国会 |
|                | 李起鵬 |          | 自由党     | 1954年6月9日 | 1960年4月28日 | 第三届韩国国会 |
| 第四届韩国国会 | 李起鵬 |          | 自由党     | 1954年6月9日 | 1960年4月28日 |                |
|                | 郭尙勳 |          | 民主党     | 1960年5月2日 | 1961年5月16日 |                |
| 第五届韩国国会 | 郭尙勳 |          | 民主党     | 1960年5月2日 | 1961年5月16日 |                |